# Can Crusellas
Can Crusellas és una obra del municipi d'Artés (Bages) inclosa en l'Inventari del Patrimoni Arquitectònic de Catalunya.

## Descripció
Es tracta d'una construcció civil: edifici d'habitatges construït a finals del segle xix i pensat com a segona residència a prop del nucli industrial. És format per una planta gairebé quadrada sobre la qual s'alcen dos pisos de quatre façanes plenes d'obertures (finestres i balcons) emmarcades per cornises. Totes les quatre cares de l'edifici són rematades per una cornisa que tanca el terra superior sobre el qual s'alça un cos de planta quadrada que a manera de lucernari il·lumina l'escala interior de l'edifici. Tot el conjunt és envoltat per jardins.
Els jardins envolten tot l'edifici historicista i la vegetació i els complements escultòrics- ornamentals participen també, totalment d'aquests historicisme. Si en l'edifici si pot detectar un cert medievalisme molt estereotipat pel funcionalisme en el cas dels jardins l'historicisme i el punt de referència escollit és encara més ambigu cara a partir d'un esquema totalment geomètric que distribueix l'espai cobert per la vegetació i respectant molt la simetria de l'edifici, aquesta vegetació i especialment alguns elements com la glorieta, l'entrada, etc.
Eren uns jardins plenament romàntics, estil que es va perdre en la remodelació actual.

## Història
La casa Crusellas fou construïda finals del segle xix i més concretament l'any 1878 segons figura en la façana de l'edifici; l'obra és fruit del creixement industrial que va viure la vila d'Artés amb la instal·lació de les primeres fàbriques de filats i de teixits que ampliaren i modernitzaren la tradició del tèxtil artesanal existent a Artés des del segle xvii. Fou construïda la gran Torre habitatge com a residència d'una família de fabricants; fa pocs anys el seu propietari, també i encara fabricant a Artés, (sitges) va vendre la casa a l'ajuntament i fou acollida com a llar dels avis.
En aquest edifici fou instal·lat també el museu dedicat al pare Faura, un petit museu local dedicat a la figura de l'insigne meteoròleg d'Artés.